# IAI Lavi
Die IAI Lavi (hebräisch לביא = Löwe) war ein Kampfflugzeug der 4. Generation, das im Jahr 1980 von Israel entwickelt wurde. Jedoch wurde das Projekt mangels Finanzierbarkeit und aufgrund der möglichen Export-Konkurrenz zur General Dynamics F-16 und McDonnell Douglas F/A-18 zurückgenommen.

## Beschreibung
Die Entwicklung des Flugzeugs durch die Israel Aerospace Industries (IAI) wurde nach Projektvorarbeiten ab 1982 begonnen. Als Triebwerk wurde das Pratt & Whitney PW1120 gewählt, die Aerodynamik wurde als Deltaflügel mit Canardsteuerflächen ausgelegt. Eine fortschrittliche Avionik mit Diagnosesoftware zur Selbstanalyse technischer Probleme mittels Sensorik sollte zum Einsatz kommen.
Der Erstflug der Lavi fand im Dezember 1986 noch ohne weite Teile der geplanten Avionik statt. Nach insgesamt guten Ergebnissen der Testflüge wurde nach dem Bau des zweiten Prototyps das Projekt mangels Finanzierbarkeit eingestellt. Die Zusage zur Aufteilung der Kosten von 60 % Israel und 40 % USA wurde von den USA aufgrund der möglichen Export-Konkurrenz zur General Dynamics F-16 und McDonnell Douglas F/A-18 zurückgenommen. Das Flugzeug war damit nicht mehr im vollen Umfang finanzierbar. IAI bemühte sich, trotz Fertigstellung eines eigenfinanzierten dritten Prototyps und Unterstützung durch Politiker und Militärs, vergeblich um eine Fortsetzung des Projekts.

### Ähnlichkeiten mit anderen Flugzeugen
Das Flugzeug hatte Ähnlichkeiten mit anderen Flugzeugen, vor allem der General Dynamics F-16. Markant fallen hierbei vor allem die Form des Rumpfes und des Lufteinlasses, ebenfalls die Form der Spitze und die Turbinenanordnung auf.

## Technische Daten
| Kenngröße                | Daten |
| ------------------------ | --- |
| Besatzung                | 1 Pilot, (Trainerversion: 2 Piloten)                                                                              |
| Länge                    | 14,57 m |
| Spannweite               | 8,78 m |
| Höhe                     | 4,78 m |
| Flügelfläche             | 33 m² |
| Flügelstreckung          | 2,34 |

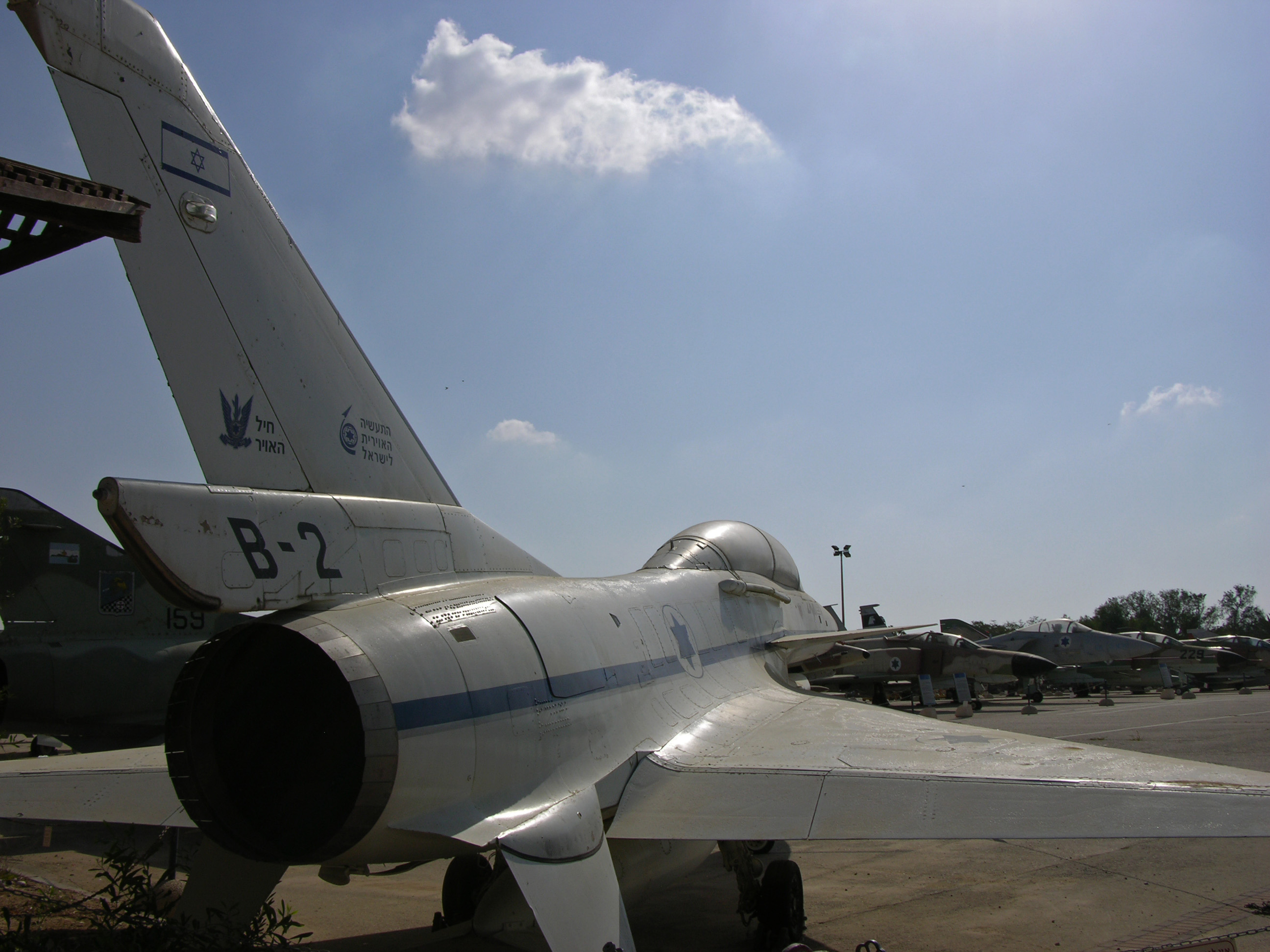
Heckansicht der Lavi

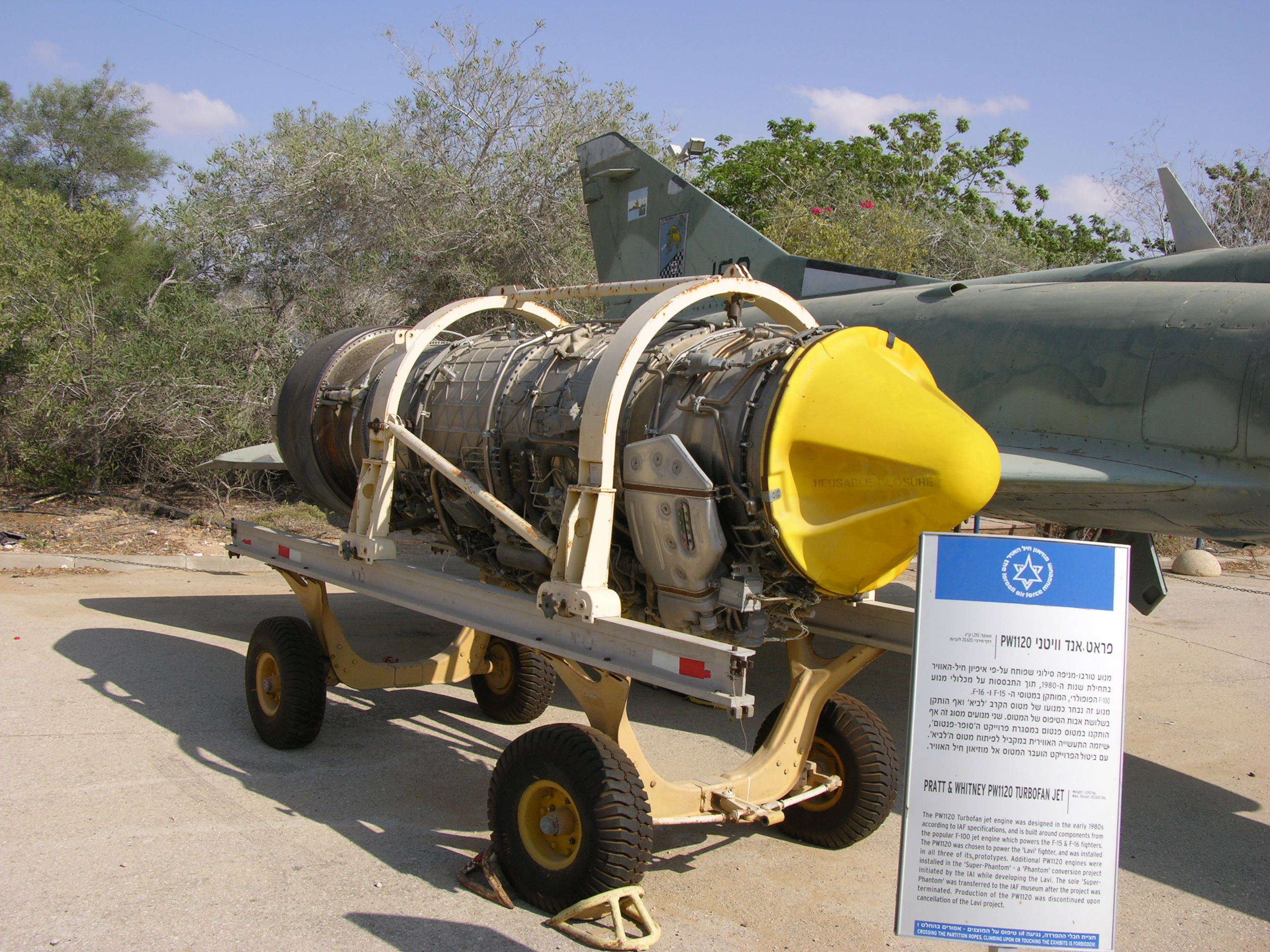
Das PW1120-Triebwerk

| Tragflächenbelastung     | - minimal (Leermasse): 213 kg/m² - nominal (normale Startmasse): 303 kg/m² - maximal (max. Startmasse): 584 kg/m² |
| Leermasse                | 7.031 kg |
| normale Startmasse       | 9.991 kg |
| max. Startmasse          | 19.277 kg |
| Höchstgeschwindigkeit    | 1965 km/h (auf optimaler Flughöhe)                                                                                |
| Dienstgipfelhöhe         | 15.240 m |
| max. Steigrate           | 254 m/s |
| Überführungsreichweite   | ca. 3700 km |
| Triebwerk                | ein TL Pratt & Whitney PW1120-Mantelstromtriebwerk                                                                |
| Schubkraft               | - mit Nachbrenner: 91,50 kN - ohne Nachbrenner: k. A.                                                             |
| Schub-Gewicht-Verhältnis | - maximal (Leermasse): 1,33 - nominal (normale Startmasse): 0,93 - minimal (max. Startmasse): 0,48                |

### Bewaffnung
- 1 × 30-mm-DEFA-Kanone
- 7.260 kg Waffenzuladung an Außenstationen
- Möglichkeit der Aufnahme von gelenkten Bomben
- Möglichkeit des Startes infrarotgelenkter Raketen
- Möglichkeit des Startes radargelenkter Raketen
- Möglichkeit, Seeziel-Raketen mitzuführen
- Möglichkeit der Mitnahme von ungelenkten Bomben